# Chufuova bárka

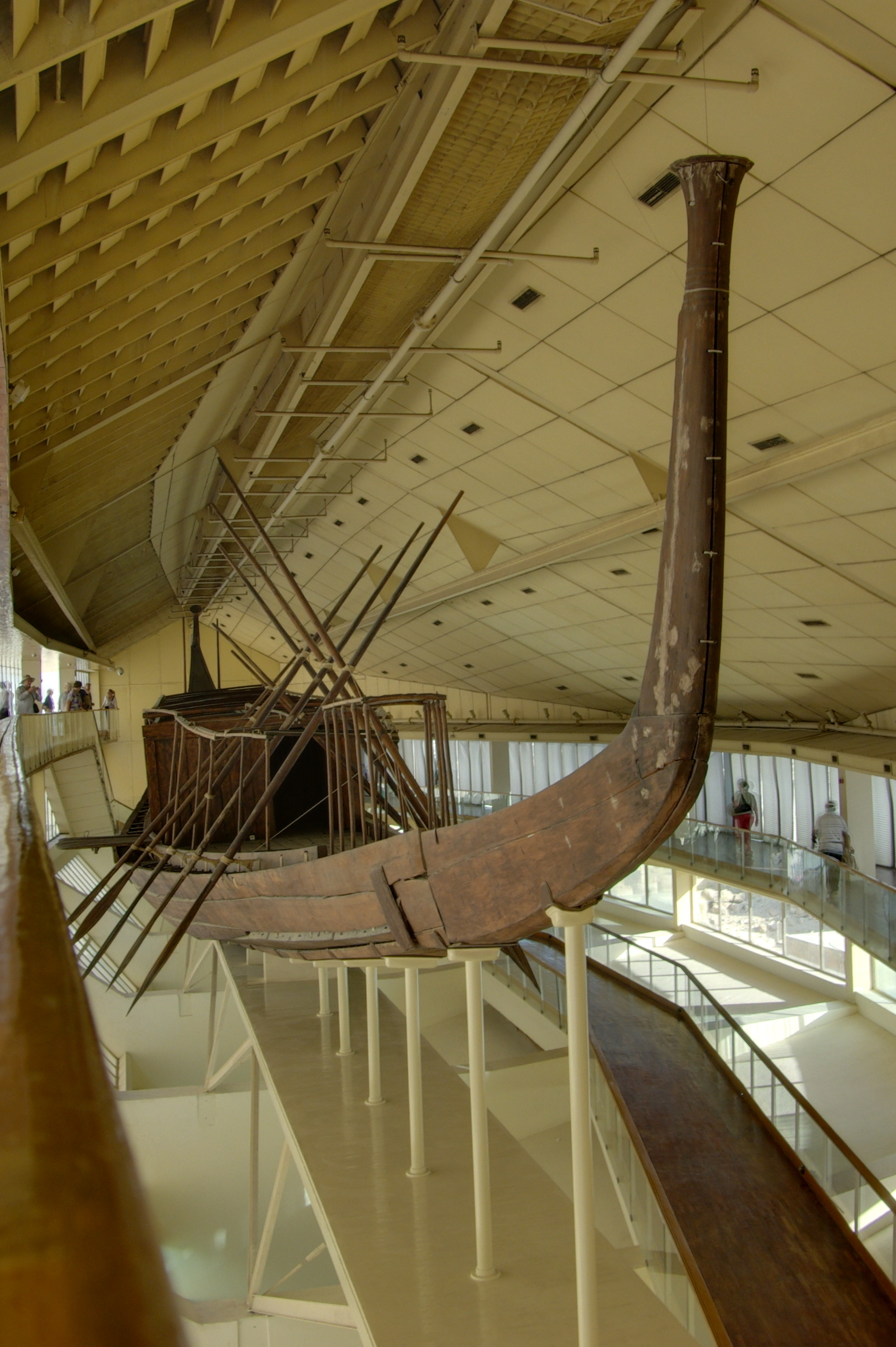
Rekonstruovaná Chufuova sluneční bárka

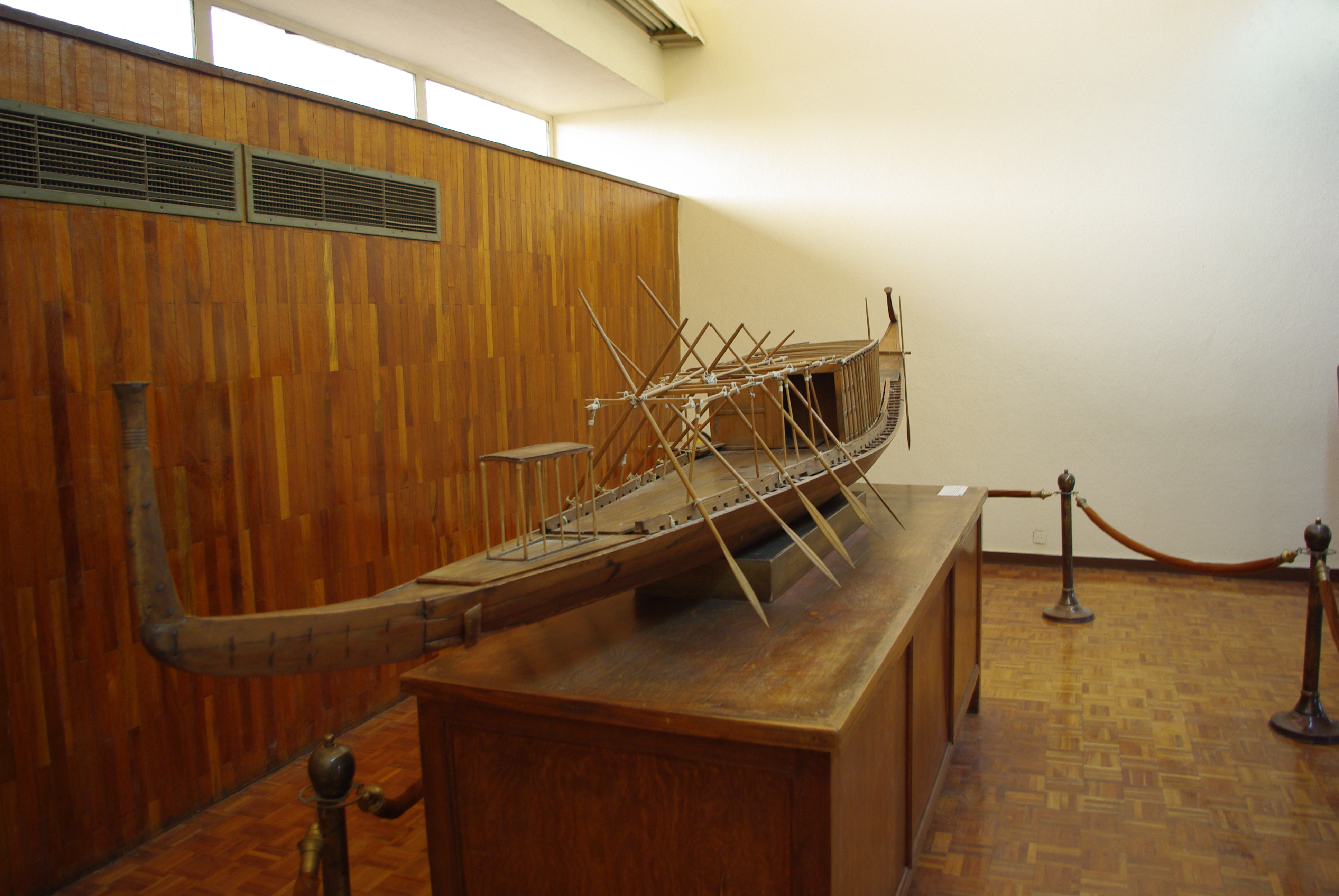
Model sluneční bárky v muzeu lodí

Chufuova bárka je loď ze starověkého Egypta, která je vystavena ve Velkém egyptském muzeu v Gíze. Loď byla téměř jistě postavena pro faraona Chufua (Cheopse), druhého faraona čtvrté dynastie starého Egypta. Loď je popisována jako mistrovské dřevěné dílo, které by i nyní mohlo plout na jezeře nebo řece, avšak mohla být sestrojena pouze pro potřeby zemřelého v posmrtném životě, protože nebyla zřejmě určena pro plachtění (chybí lanoví) nebo pádlování (málo místa). Bárka je nejstarší, největší a nejzachovalejší nalezená neporušená starověká loď na světě. Renomovaný egyptský archeolog Zahi Hawass ji zařadil mezi deset nejvýznamnějších egyptologických objevů všech dob.

## Objev
Bárku objevil egyptský archeolog Kamál al-Mallách  na jižní straně Chufuovy pyramidy v obrovské neprodyšné schránce z vápencových bloků. Když jednu z nich 26. května 1954 archeologové otevřeli, nalezli loď rozloženou na 1 224 částí z cedrového dřeva, provazy a vesla.
V roce 1987 byl zahájen průzkum druhé komory pomocí sondy, který odhalil další loď. Roku 2011 ji egyptsko-japonský tým z komory vyzvedl a probíhá restaurování a sestavení.

## Charakteristika
Rekonstrukce loďky trvala několik let. Loď na délku měří 43,6 m, na šířku 5,9 m, je hluboká 1,78 m. Jednotlivé části byly spojeny bez použití hřebíků, místa spojů byla opatřena tesařskými značkami. Na palubě je kabina vytvořená z dřevěných panelů. K lodi patří 12 vesel, z nichž dvě na zádi sloužila ke kormidlování. Loďka váží 22 tun a je extrémně křehká.
Zpočátku byla umístěna ve speciálně postaveném muzeu v pyramidovém komplexu v Gíze vedle velké pyramidy. V srpnu 2021 byla loď přemístěna do Velkého egyptského muzea.
Starověké egyptské pohřební lodě, známé také jako sluneční bárky, byly  spojovány s faraony a jejich posmrtným životem. Tyto lodě měly symbolizovat cestu zesnulého do podsvětí, kterou se král chtěl připojit k věčné plavbě slunečního boha Réa po nebeském oceánu. Byly umisťovány do speciálních jam vedle hrobek.

## Google Doodle
Chufuova bárka byla použita jako Google Doodle (Sváteční logo Google) dne 26. května 2019, při příležitosti 65. výročí jejího objevení.